# Crazy Race 2 – Warum die Mauer wirklich fiel
Crazy Race 2 – Warum die Mauer wirklich fiel ist eine deutsche Komödie aus dem Jahr 2004 und die Fortsetzung der erfolgreichen Komödie Crazy Race.
Die Erstausstrahlung des Filmes fand am 21. November 2004 auf RTL mit einer Einschaltquote von 6,67 Millionen statt.

## Handlung
Die junge Jenny Ecker aus Bad Soden am Taunus fasst am 9. November 1989 den Entschluss, zu ihrem Freund nach Ost-Berlin zu ziehen. Jennys Vater, ein reicher Unternehmer, der selbst vor einigen Jahren aus dem Osten in den Westen floh, ist damit allerdings überhaupt nicht einverstanden. Auf dem Weg zu ihrem Freund wird sie von ihrem Vater verfolgt, welcher allen Leuten, denen er begegnet, zunächst eine Belohnung von 100.000 DM, später dann sogar noch eine Million DM für die Ergreifung verspricht. Schon innerhalb kürzester Zeit wächst die Verfolgergruppe stark an.
Auf der westdeutschen Seite der innerdeutschen Grenze stolpert sie über den jungen Volker, der gerade aus einem Fluchttunnel steigt, den er für sich und seinen aus Bayern stammenden Freund Franz gegraben hatte. Da Volker denkt, es gehe um Jennys Leben, nimmt er sie mit zurück in die DDR und verzichtet auf seine Freiheit. In einem zunächst geklauten Trabant und später in einem Porsche Cayenne, der von einem ostdeutschen Wissenschaftler entwickelt wurde, geht es dann schließlich bis nach Berlin.
Der vermeintliche Republikflüchtling Volker und seine Begleiterin Jenny werden inzwischen von dem Fräulein verfolgt, die von dem neuen und auch völlig überforderten Staatsratsvorsitzenden Egon Krenz beauftragt wurde. Es stellt sich heraus, dass das Fräulein die ehemalige Lebensgefährtin von Jennys Vater ist, bevor er in den Westen geflohen war. Aus Frust macht sie erbarmungslos Jagd auf Republikflüchtlinge. Als die Staatsfeinde Volker und Jenny immer wieder entkommen, rückt sie schließlich mit einem Panzer nach Berlin ein, um die beiden zu fassen.
Jenny findet heraus, dass ihr Berliner Freund ein Macho mit einem ganzen Harem ist. Vor dem Haus werden sie und Volker von ihrem Vater und auch vom Fräulein gestellt, können aber entkommen. Egon Krenz will mit dem neuen Reisegesetz zu Günter Schabowski fahren, kommt dabei in die Verfolgungsjagd auf die Staatsfeinde. Auf der Verfolgung wird Krenz aber von einer Schranke aufgehalten, als er gerade mit Schabowski telefoniert. Daher schreit er: „Schranken auf, sofort durchlassen, aber hopp, hopp!!“, was Schabowski wörtlich nimmt und dies dann sinngemäß in der bekannten Pressekonferenz verkündet.
Die Gruppe kommt zum Grenzübergang Sonnenallee, wo die DDR-Bürger für die Ausreise protestieren. Jennys Vater kann das Fräulein davon abhalten, mit dem Panzer auf Jennys Auto zu schießen. Sie ordnet den Rückzug an, doch fällt die Steuerung des Panzers aus, und dieser durchbricht die Mauer, wodurch dann letztendlich die Grenze geöffnet wird.

## Wissenswertes
- 6,67 Millionen Zuschauer sahen den Film bei seiner Erstausstrahlung.
- Eine Fortsetzung entstand im Jahr 2007 unter dem Titel Crazy Race 3 – Sie knacken jedes Schloss.
- Katy Karrenbauer, Dirk Bach, Ottfried Fischer und Mundstuhl sind die einzigen Darsteller, die in jedem Teil der Crazy Race-Reihe aufgetreten sind, wenngleich auch in jeweils anderen Rollen.

## Kritik
Lexikon des internationalen Films: „Chaos-Komödie, die eine eigene Version der Geschichte des Mauerfalls im Jahr 1989 erzählt.“
TV Spielfilm: „Der Humor liegt knapp unterm Stoßdämpfer.“